# Michael Bramos
Michális Antónis Brámos (grec moderne : Μιχάλης Αντώνης Μπράμος), dit Michael Bramos (Μάικλ Μπράμος), né le 27 mai 1987, à Harper Woods, dans le Michigan, est un joueur américain naturalisé grec de basket-ball. Il évolue aux postes d'arrière et d'ailier.

## Palmarès
- Vainqueur de la Coupe d'Italie 2020
- Champion d'Italie 2018-2019